# محمد بازداريفيتش
محمد بازدرايفيتش، من مواليد 28 سبتمبر 1960، لاعب كرة قدم يوغسلافي سابق، ومدرب كرة قدم بوسني حالي.
لعب مع منتخب يوغسلافيا لكرة القدم.
درب نادي الوكرة القطري في موسم 2006/2007.

## مسيرته الكروية
لعب محمد بازداريفيتش خلال مسيرته الاحترافية مع 4 أندية في واحد وعشرون موسمًا وسجل خلالها 42 هدفًا ضمن 575 مباراة. ولم يفز بأي موسم بالكأس أو بالدوري.
خاض محمد بازداريفيتش مسيرته مع نادي جيلييزنيتشار ساراييفو في موسم 1978–79 ليلعب معه تسعة مواسم، مشاركًا في 229 مباراة سجل خلالها 22 هدفًا. ثم انتقل إلى نادي سوشو في موسم 1987–88 ليلعب معه تسعة مواسم، حيث شارك في 308 مباراة سجل خلالها 20 هدف. لينتقل بعدها إلى نادي نيم أولمبيك في موسم 1996–97 ولمدة موسمين، مشاركًا في 32 مباراة ولم يسجل أي هدف. ثم انتقل إلى نادي إتويل كاروغ في موسم 1997–98 لمدة موسم واحد، مشاركًا في 6 مباريات ولم يسجل أي هدف أيضًا.

## روابط خارجية
- محمد بازداريفيتش على موقع الاتحاد الأوربي (الإنجليزية)
- محمد بازداريفيتش على موقع رابطة كرة القدم الفرنسية للمحترفين (الإنجليزية)
- محمد بازداريفيتش على موقع قاعدة بيانات كرة القدم.إي يو (الإنجليزية)
- محمد بازداريفيتش على موقع ناشيونال فوتبول تيمز (الإنجليزية)
- محمد بازداريفيتش على موقع Soccerbase.com (مدرب) (الإنجليزية)
- محمد بازداريفيتش على موقع عالم كرة القدم.نت (الإنجليزية)
- محمد بازداريفيتش على موقع أوليمبيديا (الإنجليزية)